# Motojosi Takesi
Motojosi Takesi (Kanagava, 1967. július 26. –) japán válogatott labdarúgó.

## Pályafutása

### Válogatottban
A japán válogatott tagjaként részt vett az 1988-as Ázsia-kupán.